# Joan Vilagrasa i Ibarz
Joan Vilagrasa i Ibarz (Lleida, 1953 - 2003) va ser un geògraf català. Llicenciat en Geografia per la Universitat de Barcelona, fou professor d'aquesta matèria a la Universitat de Lleida des de 1978. En aquest mateix centre també hi desenvoluparia els càrrecs de catedràtic, degà, director del servei de publicacions i del departament de geografia i sociologia. Doctorat el 1983. Els seus estudis es van centrar en la geografia urbana, sobretot en el cas de la mateixa ciutat de Lleida, tot combinant-los amb la vessant històrica de la disciplina.

## Publicacions
- Centre històric i Activitat Comercial: Worcester 1947-88. Un estudi de morfologia urbana (1990)
- Creixement urbà i agents de la producció de l'espai: el cas de la ciutat de Lleida (1940-1980) (1990)
- Transformacions territorials a Catalunya (segles XIX i XX) (2000)